# Гриняско
Гриня̀ско (на италиански: Grignasco; на пиемонтски: Grignàsch, Гриняск) е малко градче и община в Северна Италия, провинция Новара, регион Пиемонт. Разположено е на 322 m надморска височина. Населението на общината е 4712 души (към 2014 г.).